# Itunella bacescui
Itunella bacescui is een eenoogkreeftjessoort uit de familie van de Canthocamptidae. De wetenschappelijke naam van de soort is voor het eerst geldig gepubliceerd in 1959 door Chappuis & Serban.